# Sudario

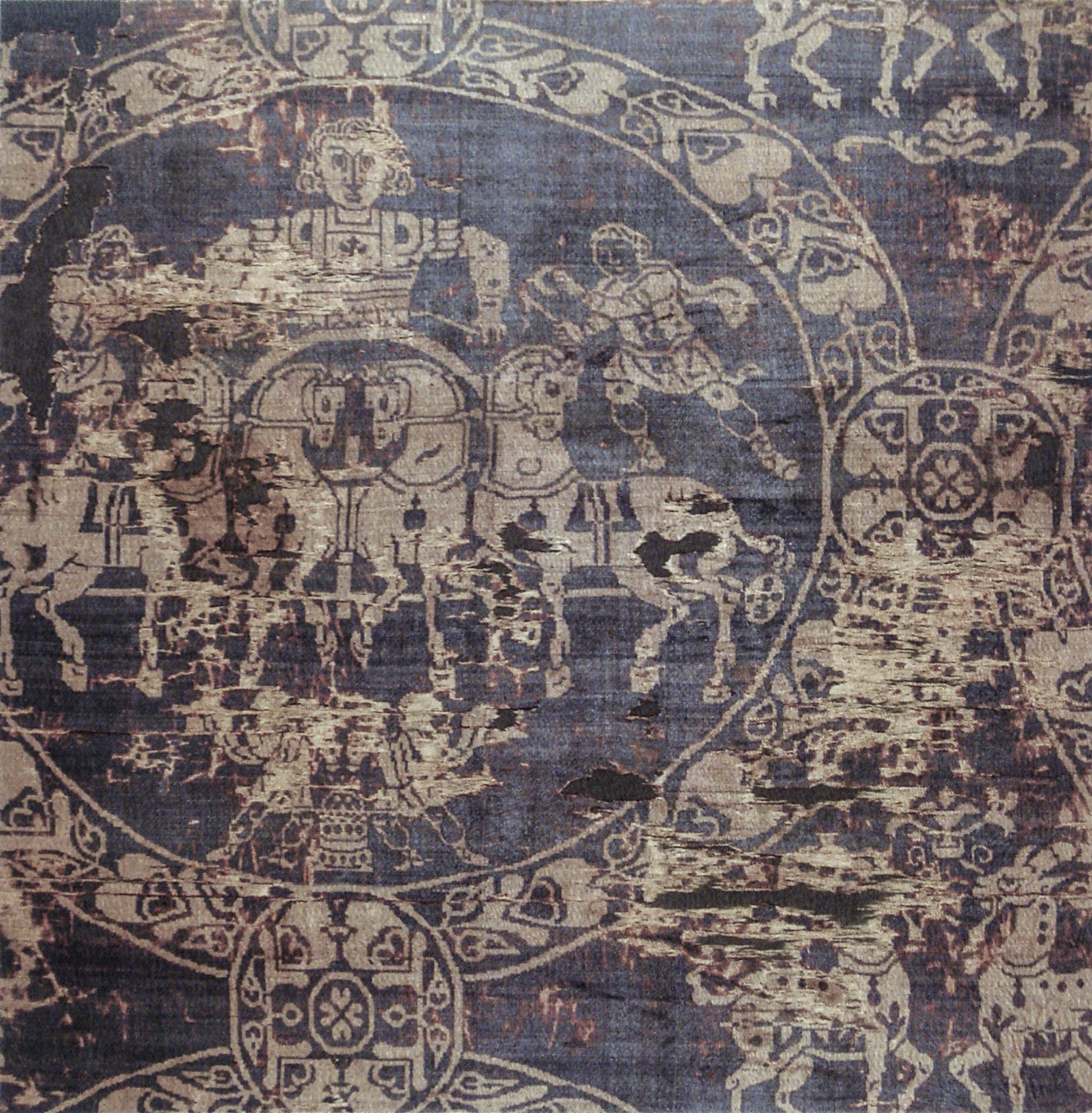
Parte del sudario di Carlo Magno

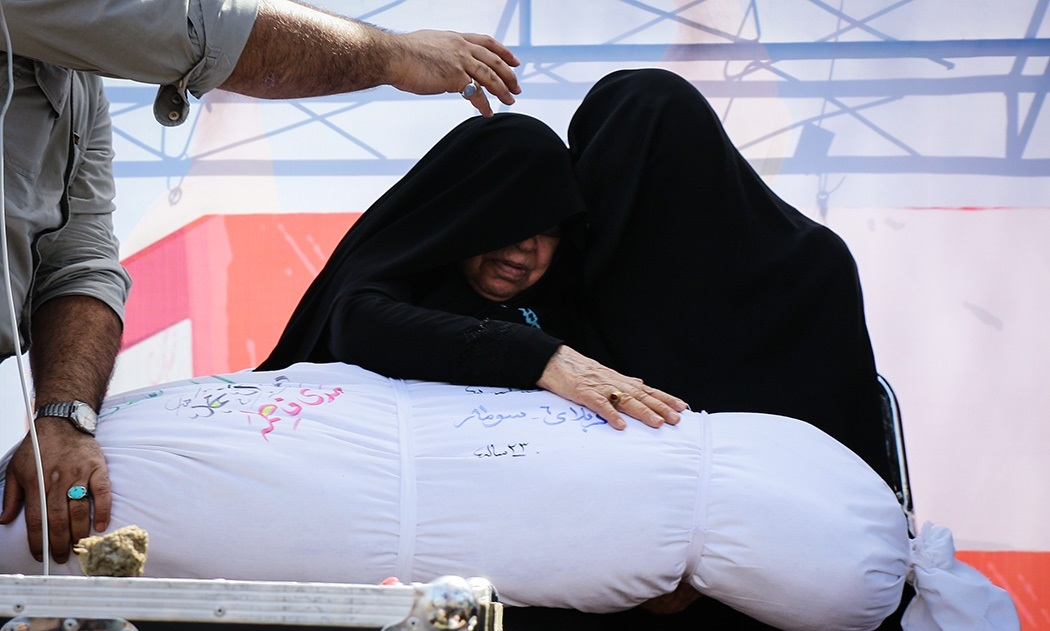
Funerale pubblico islamico a Tehran (2018)

Il sudario è un panno o un lenzuolo usato per avvolgere o coprire un defunto.

## Storia
Originariamente nato all'epoca degli antichi Romani per asciugarsi il sudore, è oggi usato per riferirsi a panni funebri usati in alcune religioni come quella ebraica o quella cristiana per coprire il volto del morto. La Chiesa cristiana delle origini, in particolare, incoraggiava fortemente l'uso di sudari, eccetto che per regnanti e vescovi, e il loro uso è stato molto diffuso almeno fino al Rinascimento (perché i vestiti erano molto costosi, e usando sudari e altri panni per coprire il morto non si perdeva il vestito). L'uso di sudari, intesi generalmente come lenzuoli bianchi senza cuciture, è tuttora presente nei riti funebri islamici.